# Скотозаговор
Cowspiracy: секрет устойчивости — документальный фильм, вышедший в 2014 году, снятый под руководством Кипа Андерсена и Кигана Куна. Фильм посвящён разрушительному влиянию животноводства на окружающую среду и политике природоохранных организаций по этому вопросу. В фильме упоминаются такие природоохранные организации, как Гринпис, Сьерра-клуб, Организация по защите тропических лесов, и многие другие.
Фильм был снят за счет краудфандинга на платформе Indiegogo, в котором поучаствовали 1 449 человек. Общая сумма сборов составила $117 092. Это финансирование составило 217% от запрашиваемой суммы, что позволило продублировать фильм на испанский и немецкий язык и создать субтитры на более чем десяти языках, включая китайский и русский. Фильм доступен через дистрибьюторов, а также на Tugg.
15 сентября 2015 года на Netflix состоялась премьера новой редакции фильма, исполнительным продюсером которой стал Леонардо Ди Каприо.

## Награды
Фильм Cowspiracy выиграл Приз зрительских симпатий на Южноафриканском Эко-кинофестивале в 2015 году, а также Премию за лучший Иностранный фильм на 12-м ежегодном фестивале кинофильмов об окружающей среде.

## Критика
В своём обзоре для Union of Concerned Scientists эколог Doug Boucher раскритиковал основное утверждение фильма — что 51% всех выбросов парниковых газов приходится на животноводство. По его словам, эта цифра взята из нерецензированной статьи 2009 года для Worldwatch Institute, содержащей методологические ошибки. Автор обзора отметил, что согласно текущему научному консенсусу основным источником парниковых газов является сжигание ископаемого топлива, а на животноводство приходится около 15% всех выбросов парниковых газов.

## Внешние ссылки
- cowspiracy.com — официальный сайт Скотозаговор
- «Скотозаговор» (англ.) на сайте Internet Movie Database
- Cowspiracy на сайте Rotten Tomatoes